# Willem van Brosse

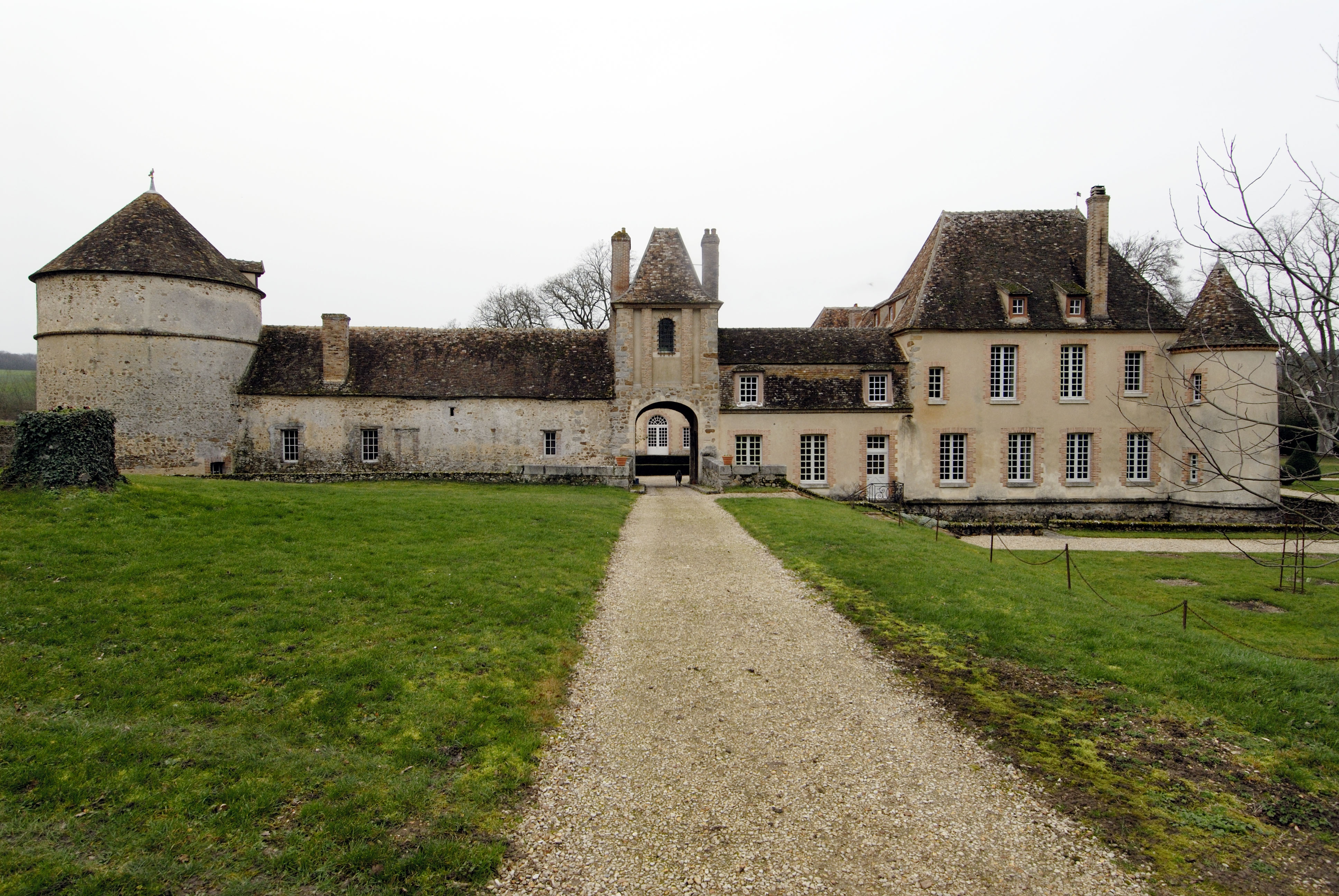
Willem stierf in Bois-le-Roi (Nailly)

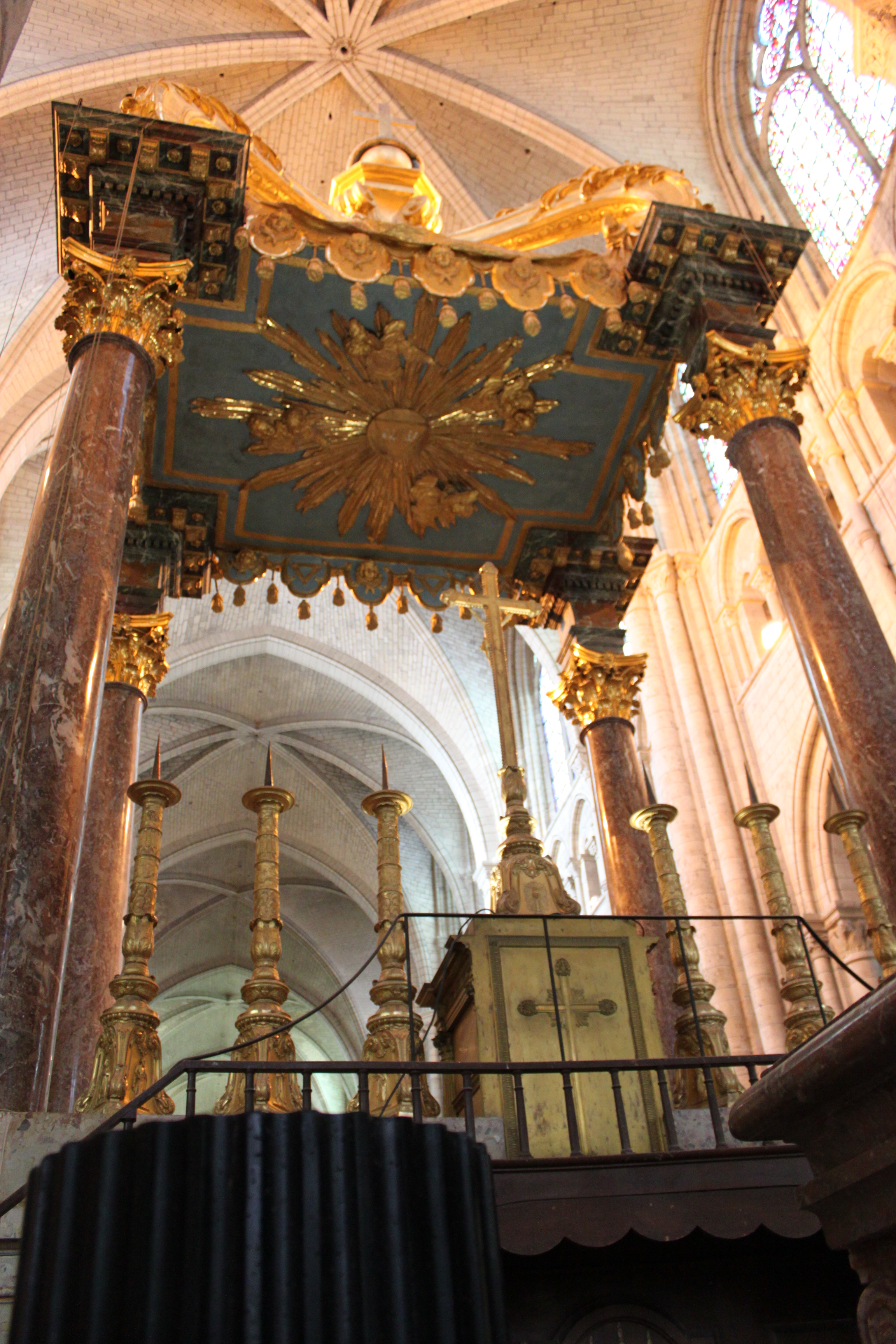
Hoofdaltaar van de kathedraal van Sens

Willem V van Brosse (koninkrijk Frankrijk circa 1300 - Nailly, 13 december 1338) was een Frans prelaat in de middeleeuwen. Hij was bisschop van Le Puy-en-Velay (1317-1318), bisschop van Meaux (1318-1321), aartsbisschop van Bourges (1321-1331) en ten slotte aartsbisschop van Sens (1331-1338).

## Levensloop
Willem was een telg van het adellijk huis La Brosse, in het koninkrijk Frankrijk. Reeds aan jonge leeftijd verbleef Willem aan het koninklijk hof in Parijs. In 1317 werd hij tot bisschop verkozen en gewijd van Le Puy-en-Velay. Een jaar later kreeg hij de benoeming van bisschop van Meaux. Van 1321 tot 1331 was hij aartsbisschop van Bourges, en in 1331 gepromoveerd tot aartsbisschop van Sens. Hij wijdde de kerk van de Heilige Lodewijk in in de priorij van Poissy, een priorij die onder bescherming van het koninklijk hof stond. In de Kathedraal van Sens in aanbouw kon hij het hoofdaltaar inwijden. Ook liet hij de pas gestichte orde der Celestijnen toe in de kerkprovincie Sens. Zijn snelle klim in de kerkelijke hiërarchie leidde naar afgunst. Hiertegen ageerde hij in zijn lijfspreuk, waarin hij stelde dat de vreselijke afgunst mee het graf in ging met de dood van de afgunstige persoon.
Voor koning Filips VI van Frankrijk was Willem begaafd met een talent voor onderhandelen. Daarom zond Filips VI Willem naar het graafschap Vlaanderen om er het koninklijk gezag te verzekeren. In het Parlement van Parijs, de hoogste rechtbank, pleitte Willem, samen met andere prelaten zoals de latere paus Clemens VI, tegen de ex-geestelijke Pierre de Cuignières. Deze laatste was de advocaat van koning Filips VI. Pierre de Cuignières verdedigde de eigendommen van de Franse Kroon tegen elke aanspraak door de Roomse kerk. Uiteindelijk gaf Filips VI de prelaten gelijk en niet zijn eigen advocaat Pierre. 
Willem stierf in 1338 in het kasteel van Bois-le-Roi, vandaag in de gemeente Nailly. Vandaar werd hij overgebracht naar de kathedraal van Sens en begraven voor het hoofdaltaar, zoals hij steeds gewenst had.